# Ternstroemia prancei
Ternstroemia prancei är en tvåhjärtbladig växtart som beskrevs av B.M. Boom. Ternstroemia prancei ingår i släktet Ternstroemia och familjen Pentaphylacaceae. Inga underarter finns listade i Catalogue of Life.